# Harpactea spilioioannis
Espèce
Harpactea spilioioannis est une espèce d'araignées aranéomorphes de la famille des Dysderidae.

## Distribution
Cette espèce est endémique des Cyclades en Grèce,. Elle se rencontre sur Irakliá dans la grotte Spilio Ioannis.

## Description
Les mâles mesurent de 8,2 à 9,8 mm et les femelles de 8,42 à 9,16 mm.

## Systématique et taxinomie
Cette espèce a été décrite par Bosmans et Gavalas en 2023.

## Étymologie
Son nom d'espèce lui a été donné en référence au lieu de sa découverte, la grotte Spilio Ioannis.

## Publication originale
- Bosmans & Gavalas, 2023 : « The spiders (Araneae) of the tiny Greek island Iraklia (Kiklades), with the descriptions of 5 new Harpactea species (Araneae: Dysderidae), 3 species new to Europe and 8 new to Greece. » Parnassiana Archives, vol. 11, Supplementum no 1, p. 1-91.